# تار شارلوت (فیلم ۱۹۷۳)
تار شارلوت (به انگلیسی: Charlotte's Web) یک پویانمایی آمریکایی است که در سال ۱۹۷۳ به کارگردانی چارلز اوگست نیکولز و ایوایو تاکاموتو ساخته شده است.

## خلاصه
خوکی بنام ویلبور از این ترس دارد که در انتهای فصل تبدیل به غذای صاحب مزرعه بشود. او به کمک یک عنکبوت سعی می کند تا از این اتفاق جلوگیری کند...